# Molare Größe
Eine molare Größe ist eine physikalische bzw. chemische Größe, welche von der Stoffmenge bzw. der Teilchenzahl abhängt. Der Vorteil molarer Größen (z. B. Masse, Volumen etc.) im Vergleich zu ihren nichtmolaren Gegenstücken ist die hierdurch bedingte Unabhängigkeit von der Mengenangabe des Stoffes und damit die bessere Tabellierbarkeit. Bei einer molaren Größe handelt es sich um eine intensive Zustandsgröße, weshalb man sie auch meist zur Formulierung intensiver Zustandsgleichungen nutzt.
Bei Mischphasen gebraucht man zudem partielle molare Größen, die sich lediglich auf die Stoffmenge einer einzelnen Komponente beziehen, z. B. das partielle molare Volumen. Molare Größen können hierbei auch nach stoffeigenen und systemeigenen Größen unterschieden werden.

## Beispiele
- molare Masse
- molares Volumen
- molare Enthalpie
- molare Reaktionsenthalpie
- molare innere Energie
- molare Reaktionsenergie
- molare freie Enthalpie
- molare Entropie
- molare Wärmekapazität (isobar und isochor)
- molare Verdampfungsenthalpie